# Creonte (rei de Corinto)
Creonte foi um rei grego de Corinto, cuja filha Creusa, ou Glauce, foi a segunda esposa de Jasão, após ele abandonar Medeia.